# Biston sinuata
Biston sinuata là một loài bướm đêm trong họ Geometridae.